# Marin Piletić
Marin Piletić (Novska, 12. siječnja 1983.) hrvatski je političar, aktualni ministar rada i mirovinskoga sustava, obitelji i socijalne politike Hrvatske od 2022. godine.

## Rani život i obrazovanje
Piletić je rođen u Novskoj 12. siječnja 1983. Diplomirao je hrvatski jezik i književnost te povijest na zagrebačkom Filozofskom fakultetu. Radio je kao profesor hrvatskog jezika i kao pedagog u osnovnim školama u Novskoj i Lipik.

## Politička karijera
Od 2009. do 2013. Piletić je bio zamjenik gradonačelnika Novske. Od 2014. do 2017. godine bio je zamjenik Sisačko-moslavačke županije. Dužnost gradonačelnika Novske obnašao je od 2017. do 2021. godine. Za vrijeme njegova mandata, Novska je među ostalim dobila dva poduzetnička inkubatora specijalizirana za razvoj gaming industrije.
Ministrom rada i mirovinskoga sustava, obitelji i socijalne politike imenovan je 29. travnja 2022. u Vladi Andreja Plenkovića. Naslijedio je Josipa Aladrovića. Nakon izglasavanja u Hrvatskom saboru, položio je prisegu riječima Tako mi pomogao sveti Josip radnik - prisežem.
Oženjen je i otac dvoje djece.